# Тишбейн, Август Альбрехт
Август Альбрехт Кристиан Тишбейн (нем. August Albrecht Christian Tischbein; 29 июля 1768, Гамбург — 10 сентября 1848, Росток) — немецкий живописец и рисовальщик-пейзажист, художник-литограф. Представитель большой семьи художников Тишбейн. Сын и ученик Иоганна Якоба Тишбейна.

## Биография
Август Тишбейн был сыном Иоганна Якоба Тишбейна из Любека и гамбургской художницы-пейзажиста Гертруды Тишбейн, урождённой Лилли. Его старшими сёстрами были художницы София Тишбейн и Магдалена Маргарета Тишбейн.

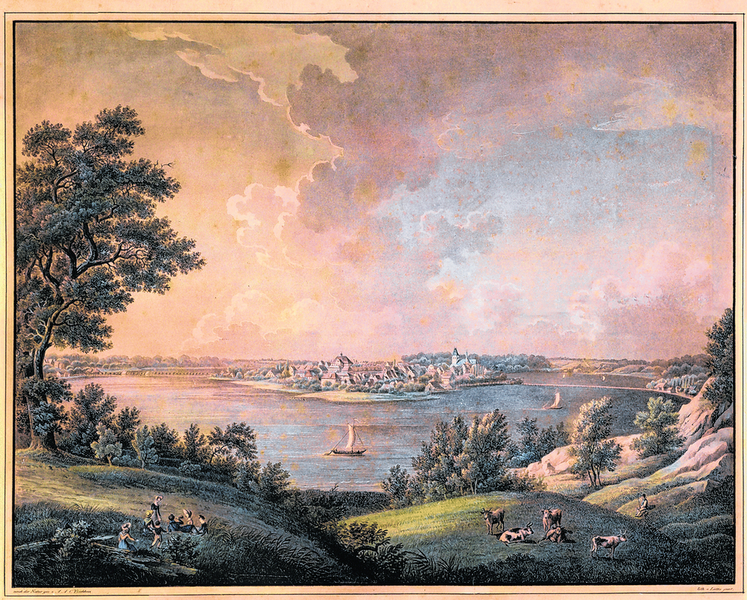
Вид на Ратцебург. 1824

С 1786 по 1788 год Август Альбрехт учился рисунку и живописи у своего дяди Иоганна Генриха Тишбейна «Кассельского». С 1792 по 1803 год работал в Любеке. Около 1803 года он остановился в небольшом городке Штернберг (Мекленбург-Передняя Померания), где родился его сын Альбрехт. Будучи инженером-механиком, он основал в Ростоке верфь, которая позже стала верфью «Нептун». С 1805 года Росток стал местом художественного творчества Августа Альбрехта Тишбейна. Предметы и темы его творчества были разнообразны. В 1814 году он графически переработал карту Ростока. Его архитектурные рисунки и городские пейзажи Любека и Ростока стали ценными историческими документами.
С 1829 года Август Альбрехт Тишбейн работал учителем рисования. Его сын Пауль Тишбейн (1820—1874) также был художником в Ростоке.